# Qarnābād
Qarnābād (persiska: قرن آباد) är en ort i Iran.   Den ligger i provinsen Golestan, i den norra delen av landet, 300 km öster om huvudstaden Teheran. Qarnābād ligger 256 meter över havet och antalet invånare är 1 961.
Terrängen runt Qarnābād är varierad, och sluttar norrut.Runt Qarnābād är det ganska tätbefolkat, med 139 invånare per kvadratkilometer. Närmaste större samhälle är Gorgan, 13,4 km väster om Qarnābād. I omgivningarna runt Qarnābād växer i huvudsak blandskog.